# Vincenzo Lazari
Vincenzo Lazari (Venezia, 16 ottobre 1823 – Venezia, 25 marzo 1864) è stato un numismatico, archeologo e storico italiano.

## Biografia
Nel 1851, a seguito della morte di Luigi Carrer, venne nominato direttore del museo Correr. Il museo fu da lui descritto nelle Notizie delle opere d'arte e di antichità della raccolta Correr di Venezia (1859).
Lazari fu in particolare interessato allo studio della numismatica, su cui pubblicò diversi trattati tra cui Le monete dei possedimenti veneziani di oltremare e di terraferma (1851), Zecche e monete degli Abruzzi nei bassi tempi (1858) e Medaglie e monete di Nicolò Marcello (1858). Tra gli altri interessi vi fu la storia della schiavitù, argomento su cui pubblicò un trattato intitolato Del traffico e condizione degli schiavi in Venezia nei tempi di mezzo (1862).